# Karakai Jōzu no Takagi-san: La Película
Karakai Jōzu no Takagi-san: La Película (劇場版 からかい上手の高木さん Gekijōban Karakai Jōzu no Takagi-san, En español La maestra de las bromas Takagi-san?) es una película animada japonesa  basada en la serie de manga Karakai Jōzu no Takagi-san de Sōichirō Yamamoto. Producida por Shin-Ei Animation, la película está dirigida por Hiroaki Akagi a partir de un guion escrito por Hiroko Fukuda, Aki Itami y Kan'ichi Katō. En la película, Takagi y Nishikata pasan el verano de su tercer año en la escuela secundaria.
Anunciada inicialmente en agosto de 2021, la película se confirmó junto con el anuncio de una tercera temporada para la serie de anime Karakai Jōzu no Takagi-san en septiembre. Se anunció que el personal de la tercera temporada dirigiría la película en marzo de 2022, con Rie Takahashi y Yūki Kaji regresando para repetir sus respectivos papeles como Takagi y Nishikata.

## Premisa
Los estudiantes de tercer año Takagi y Nishikata pasan juntos su último verano en la escuela secundaria mientras comienzan a pensar en el futuro que les espera.

## Reparto
- Rie Takahashi como Takagi[1]
- Yūki Kaji como Nishikata[1]
- Konomi Kohara as Mina[2]
- Mao Ichimichi como Yukari[2]
- Yui Ogura como Sanae[2]
- Fukushi Ochiai como Kimura[2]
- Nobuhiko Okamoto como Takao[2]
- Koki Uchiyama como Hamaguchi[2]
- Aoi Yūki como Hōjō[2]
- Yuma Uchida como Nakai[2]
- Kotori Koiwai como Mano[2]
- Hinata Tadokoro como Mr. Tanabe[2]
- Inori Minase como Hana[3]
- Haruka Tomatsu como Ōta[3]

## Producción
En agosto de 2021, el sitio web oficial de Shogakukan inicialmente bromeó con una versión cinematográfica de la serie de manga Karakai Jōzu no Takagi-san de Sōichirō Yamamoto al publicar detalles sobre el próximo lanzamiento de su decimosexto volumen, que fue descubierto por los fanáticos en Twitter. La película se confirmó oficialmente en septiembre de 2021. En marzo de 2022, se reveló que el director de la serie de anime, Hiroaki Akagi, regresaría para dirigir la película en Shin-Ei Animation, con la supervisión de Yamamoto, junto con el personal principal de la tercera temporada de la serie de anime, incluidos Hiroko Fukuda, Aki Itami y Kan'ichi Katō como guionistas y Aya Takano como diseñadora de personajes. Además, se confirmó que Rie Takahashi y Yūki Kaji retomarían sus papeles en la película como Takagi y Nishikata, respectivamente.

## Música
Se reveló que Hiroaki Tsutsumi estaba componiendo la música de Karakai Jōzu no Takagi-san: La Película en marzo de 2022, después de hacerlo previamente para las tres temporadas de la serie de anime. Además, Yuiko Ōhara también volvió para interpretar el tema musical de la película titulado "Hajimari no Natsu" (はじまりの夏?). El sencillo es parte de su álbum Island Memories, que Toho Animation Records lanzará en Japón el 13 de julio de 2022.

## Marketing
Los videos comerciales de Karakai Jōzu no Takagi-san: La Película se lanzaron en 2022, uno en febrero y dos en marzo. En marzo de 2022 se lanzaron un póster y un tráiler de la película.

## Lanzamiento
Karakai Jōzu no Takagi-san: La Película fue lanzada por Toho Visual Entertainment en Japón el 10 de junio de 2022.Sentai Filmworks obtuvo la licencia de la película, tanto para su distribución en cines como en streaming y formatos caseros en diciembre de 2021 y fue lanzada en cines de Estados Unidos el 14 y 15 de agosto del 2022.
En Latinoamérica la película es distribuida por Konnichiwa Festival y de manera exclusiva por la cadena de cines Cinépolis a excepción de Bolivia, Brasil, Ecuador, Paraguay, Uruguay, República Dominicana y Venezuela. Fue lanzada en cines mexicanos el 10 de noviembre de 2022.